# 2022年至今在俄羅斯和白俄羅斯的反戰游擊行動
2022年俄罗斯和白俄罗斯的反战游击运动是2022年俄羅斯全面入侵烏克蘭爆发后于俄罗斯和白俄罗斯爆发的反戰運動，该运动除反对俄乌战争外，还反对俄罗斯普京政权与白俄罗斯卢卡申科政权。

## 对政府机构的袭击
2022年3月7日，在斯摩棱斯克和克拉斯諾亞爾斯克地区，均有记录针对警察局的纵火案 。
截至2022年7月5日，已至少记录了23起针对军队入伍登记办公室的袭击事件，其中20起为纵火案件 

## 铁路战争
2022年2月，白俄罗斯爆发“铁路战争”，为白俄罗斯反战的基层运动之一。在该运动中，白俄罗斯多地的铁路信号设备被毁，铁路轨道被堵。
2022年3月至6月，俄罗斯有63列货运列车出轨，约为去年同期的1.5倍。分列车在部队驻地附近发生事故。据俄罗斯铁路和检查机构称，一半的事故与铁路状况不佳有关 。
俄罗斯“无政府共产主义者战斗组织”与“停止货车”运动宣布对俄罗斯铁路袭击事件负责。
2022年6月29日，西伯利亚大铁路被堵塞。7月5日，特维尔市一列火车脱轨。7月13日，克拉斯诺亚尔斯克市数辆运煤车发生事故。“停止货车”运动宣布对上述事件负责。

## 对战争支持者的袭击
带有字母“Z”的民用车辆被破坏。在克里米亚，一名身穿便服，带有字母“Z”的士兵被殴打。

## 反应
4月27日，白俄罗斯当局批准了《刑法》修正案，规定了对“未遂恐怖主义行为”可判处死刑。
俄罗斯当局被迫加强铁路安全措施。

## 引用
1. ↑  . www.mk.ru.   [2022-07-08]. （原始内容存档于2022-03-11） （俄语）.
2. ↑  . Радио Свобода.   [2022-07-08]. （原始内容存档于2022-06-18） （俄语）.
3. 1 2  . The Insider.   [2022-07-08] （俄语）.
4. ↑  . Медиазона.   [2022-07-08]. （原始内容存档于2022-07-07） （俄语）.
5. ↑  . www.rzd-partner.ru.   [2022-07-05]. （原始内容存档于2022-07-05） （俄语）.
6. ↑  Антивоенные активисты взяли ответственность за сход с рельсов вагонов в Приамурье
7. ↑  .   [2022-07-19]. （原始内容存档于2022-07-14）.
8. ↑  .   [2022-07-19]. （原始内容存档于2022-07-09）.
9. ↑  .   [2022-07-19]. （原始内容存档于2022-07-16）.
10. ↑  .   [2022-05-16]. （原始内容存档于2022-05-15）.
11. ↑  . РБК.   [2022-07-15]. （原始内容存档于2022-07-15） （俄语）.
12. ↑  . Главные события в России и мире | RTVI.   [2022-07-15] （俄语）.